# Wolfgang Nordwig
Wolfgang Nordwig (né le 12 février 1943 à Chemnitz) est un athlète allemand ayant concouru pour la République démocratique allemande dans les années 1960 et 1970. Spécialiste du saut à la perche, il remporte le titre olympique en 1972 et s'adjuge par ailleurs trois titres consécutifs de champion d'Europe de 1966 à 1971. En 1970, il améliore à deux reprises le record du monde de la discipline.

## Biographie
Successeur de Manfred Preußger, il est sacré champion de République démocratique allemande à huit reprises entre 1965 et 1972. De plus, il a été champion d'Europe en plein air trois fois consécutivement en 1966, 1969 et 1971.
Aux Jeux olympiques d'été de 1968, il franchit 5,40 m mais s'incline finalement devant l'Américain Bob Seagren et l'Allemand Claus Schiprowski.
Le 17 juin 1970, il franchit une barre à 5,45 m et améliore d'un centimètre le record du monde de l'Américain John Pennel. Le 3 septembre 1970, il améliore d'un centimètre son propre record mondial lors des Universiades d'été de Turin (5,46 m).
Lors des Jeux olympiques d'été de 1972, à Munich, Wolfgang Nordwig devient champion olympique avec un saut à 5,50 m devant Bob Seagren. Ce dernier s'entraînait depuis longtemps avec de nouvelles perches en fibre de carbone et avait battu le record du monde de Nordwig. Comme Nordwig et d'autres sauteurs n'avaient pas eu ce type de perche à disposition assez longtemps avant les jeux pour se familiariser, celles-ci furent interdites. Pour cette raison, Seagren dut sauter avec des perches inhabituelles pour lui. C'était la première fois que le titre du saut à la perche échappait à un sauteur américain.
Nordwig, dont le frère cadet a été de son côté un coureur de demi-fond de bon niveau, arrête la compétition après ces Jeux.
Il est élu personnalité sportive allemande de l'année en 1972.

### Palmarès
| Date | Compétition                    | Lieu     | Résultat | Performance |
| ---- | ------------------------------ | -------- | -------- | ----------- |
| 1966 | Championnats d'Europe          | Budapest | 1er      | 5,10 m      |
| 1967 | Jeux européens en salle        | Prague   | 3e       | 4,90 m      |
| 1968 | Jeux européens en salle        | Madrid   | 1er      | 5,20 m      |
| 1968 | Jeux olympiques                | Mexico   | 3e       | 5,40 m      |
| 1969 | Jeux européens en salle        | Belgrade | 1er      | 5,20 m      |
| 1969 | Championnats d'Europe          | Athènes  | 1er      | 5,30 m      |
| 1970 | Championnats d'Europe en salle | Vienne   | 3e       | 5,20 m      |
| 1970 | Universiade                    | Turin    | 1er      | 5,46 m      |
| 1971 | Championnats d'Europe en salle | Sofia    | 1er      | 5,40 m      |
| 1971 | Championnats d'Europe          | Helsinki | 1er      | 5,35 m      |
| 1972 | Championnats d'Europe en salle | Grenoble | 1er      | 5,40 m      |
| 1972 | Jeux olympiques                | Munich   | 1er      | 5,50 m      |

### Records
| Épreuve          | Épreuve   | Performance | Lieu   | Date             |
| ---------------- | --------- | ----------- | ------ | ---------------- |
| Saut à la perche | Plein air | 5,50 m      | Munich | 2 septembre 1972 |
| Saut à la perche | Salle     |             |        |                  |